# گابریل شارپنتیر
گابریل شارپنتیر (انگلیسی: Gabriel Charpentier؛ زادهٔ ۱۷ مهٔ ۱۹۹۹) بازیکن فوتبال است.